# Человек предполагает, а Бог располагает
«Человек предполагает, а Бог располагает» — картина английского художника Эдвина Генри Ландсира, созданная в 1864 году и посвящённая пропавшей экспедиции Франклина.

## Описание
Картина, созданная в 1864 году, посвящена трагической экспедиции Франклина 1845—1847 годов. На работе изображены два белых медведя, оказавшихся возле останков разбившегося корабля, один из которых рвёт британский корабельный флаг  Red Ensign, а другой — грызёт человеческое ребро. В названии картины использовано крылатое выражение на латыни Homo proponit, sed Deus disponit из католического богословского трактата Фомы Кемпийского «О подражании Христу» (Книга I, глава 19). В совокупности с названием работа несёт в себе не только изображение трагической судьбы экспедиции, но и затрагивает вопрос о противостоянии человека и Бога. Картину можно рассматривать как символическое изображение кризиса британского триумфализма и империализма середины XIX века, веры во всесильность науки, индустриализации, и бессилия людей перед силами природы.

## Отзывы
В 1864 году картина была выставлена в Королевской академии художеств. На выставку пригласили Джейн Франклин, вдову Джона Франклина, которая старалась избегать «встречи» с картиной и не заходила в комнату, где висела работа. The Art Journal оценил «поэзию, пафос и ужас» картины и её «трагическое величие»; в публикации журнала «Атенеум» была отмечена эпичность работы; издание «Saturday Review» высоко оценило «возвышенность чувств» в произведении. При этом мнение части критиков о картине было негативным: говорилось о дурном вкусе художника, отвратительном буквализме и вульгарной мелодраматичности.

## Современность
С 1881 года картина находится в Королевском колледже Холлоуэй Лондонского университета. С 1920-х годов в комнате, где расположено произведение, проходят экзамены. Среди студентов колледжа существует суеверие, будто картина сулит несчастье во время экзаменов — студент, сидящий около неё во время сдачи экзаменов, сходит с ума. С 1970-х годов картину на время проведения экзаменов стали завешивать британским флагом. Традиция возникла после того, как один из студентов отказался сидеть возле картины и в ужасе начал искать, чем бы закрыть её — такой вещью оказался большой британский флаг. Позже легенда превратилась в городской миф о том, что студент, сдававший экзамены, покончил с собой, посмотрев на картину, написав на экзаменационном листе: «Белые медведи заставили меня сделать это». Однако официальных записей о смерти нет.